# Гром (эсминец)
«Гром» — эскадренный миноносец типа «Орфей», построенный по программе «усиленного» судостроения на 1913—1917 годы (так называемая «большая» судостроительная программа), и принадлежащий первой серии эскадренных миноносцев типа «Новик».

## История
11 октября (28 сентября по старому стилю) 1913 года «Гром» был зачислен в списки судов Балтийского флота, и в ноябре заложен на Усть-Ижорской судоверфи Металлического завода в Санкт-Петербурге.
28 июня 1915 года «Гром» был спущен на воду, и 17 мая 1916 года вступил в строй, где вошёл в состав 1-го дивизиона минной дивизии Балтийского флота.
Во время Первой мировой войны «Гром» нёс дозорную и конвойную службы, обеспечивал и прикрывал действия других сил флота в Балтийском море. В 1917 году «Гром» принимал участие в февральской революции.
Участвовал в Моонзундском сражении 1917 года. В 13:45 14 октября 1917 года «Гром», находящийся в составе дозора на Кассарском плёсе, попал под залп германского линкора «Кайзер», открывшим огонь по кораблям дозора. 305-мм снаряд попал в машинное отделение эсминца, прошёл сквозь него и взорвался уже в воде под кораблём. Из строя были выведены две турбины, перебит паропровод, «Гром» получил крен на левый борт. Канонерская лодка «Храбрый» под германским огнём подала на «Гром» трос и пыталась буксировать его, а эсминцы «Забияка», «Победитель» и «Константин» прикрывали оба корабля своим огнём. Однако в 15:10 в пролив Соэлозунд вошли германские эсминцы (17 единиц), которые, разделившись на два отряда, попытались охватить русский отряд «в клещи». В 15:30 бой возобновился и «Гром» получил ещё несколько попаданий, было выведено из строя орудие и на рострах начался пожар. Был оборван буксирный трос, часть команды поддалась панике и бросилась за борт. «Храбрый» принял на борт экипаж «Грома», при этом были оставлены на борту некоторые секретные документы, в том числе карты минных заграждений. В этом бою погибли и утонули 19 членов экипажа «Грома», 21 получили ранения.
Перед тем как оставить пролив, германский эсминец «B 98» высадил на «Гром» офицера и пятерых матросов. Над «Громом» был поднят германский флаг. Убедившись, что увести его не получится, немцы были вынуждены оставить (предварительно спустив флаг) тонущий эсминец. Вскоре «Гром» затонул.

### Легенда о подвиге Фёдора Самончука
Относительно гибели эсминца существует альтернативная версия, которой придерживались советские историки, и которую ставят под сомнение нынешние. Согласно этой легенде, во время эвакуации личного состава на канлодку «Храбрый», на борт «Грома» вернулся минный старшина Фёдор Евдокимович Самончук. Увидев приближающийся германский миноносец («G-7», 1911 года), он дождался, пока тот подойдёт вплотную, и торпедировал его с небольшой дистанции. После чего Самончук закинул в артиллерийский погреб «Грома» горящий факел (чтобы корабль не достался врагу). Взрывной волной Самончука снесло за борт, и долгое время его считали погибшим, тогда как он попал в плен, из которого бежал (дважды), и вернулся на родину лишь спустя несколько лет (по другим данным, Фёдор Евдокимович уже в 1918 году вернулся в родную Переделку. В июле 1952 года (22 июля 1955 года) Указом Президиума Верховного Совета СССР Фёдор Самончук был награждён орденом Красного Знамени.
В 1957 году режиссёром Яном Фридом был снят фильм «Балтийская слава» о событиях операции «Альбион» (включая эпизод с боем на Кассарском плесе). Прототипом главного героя фильма Фёдора Лютова стал Фёдор Самончук, правда, по сюжету он погибает, взорвав эсминец «Гром» вместе с собой.
Также подвиг Самончука описан в художественном романе Валентина Пикуля «Моонзунд» (Самончук в романе представлен старшиной Трофимом Семенчуком).

## Тактико-технические характеристики

### Энергетическая установка
На «Громе» были установлены четыре паровых котла «Вулкан», каждый из которых располагался в отдельном отсеке, и две паровые турбины «Кертис-АЕГ-Вулкан», суммарной мощностью в 30 000 л. с.. Так же на турбинах «Кертис-АЕГ-Вулкан» имелась блокировка маневровых клапанов, что повышало их надёжность при эксплуатации.

### Вооружение
После модификации 1916 года, когда на «Гром» была установлена более совершенная зенитная пушка, вооружение его выглядело следующим образом (до 1916 года орудий главного калибра было всего два, а торпедных аппаратов — четыре):
- Главный калибр: Четыре 102/60-мм орудия разработки Обуховского завода (при техническом содействии фирмы «Виккерс»)[16];
- Одна 63-мм зенитная пушка;
- Два 7,62-мм пулемёта;
- Три трёхтрубных надводных 457-мм торпедных аппарата (ТА)[17];
- и до 80 мин заграждения.